# Scolecomorphus vittatus
Scolecomorphus vittatus là một loài không chân thuộc họ Scolecomorphidae.
Đây là loài đặc hữu của Tanzania.
Môi trường sống tự nhiên của chúng là rừng ẩm vùng đất thấp nhiệt đới hoặc cận nhiệt đới, vùng núi ẩm nhiệt đới hoặc cận nhiệt đới, các đồn điền, vườn nông thôn, và rừng trước đây suy thoái nghiêm trọng.